# Branco sai, preto fica
Branco sai, preto fica è un documentario brasiliano del 2014 diretto da Adirley Queirós.